# Paul Wentzcke
Friedrich Wilhelm Heinrich Paul Wentzcke (né le 4 septembre 1879 à Coblence et mort le 25 novembre 1960 à Francfort-sur-le-Main) est un historien, archiviste et directeur de musée allemand.

## Biographie
Wentzcke est issu d'une famille de fonctionnaires prussiens. Son père est directeur d'un bureau de prévoyance et fréquemment muté. Paul Wentzcke grandit à Wesel, Verden an der Aller et Strasbourg. Il étudie le lycée protestant de Strasbourg et le lycée de Rastatt, dont il obtient son Abitur en 1899. Il étudie l'histoire, l'allemand, la géographie et les sciences politiques à Strasbourg, entre autres avec Harry Bresslau et Friedrich Meinecke. Il est membre des fraternités Alemannia Straßburg-Hamburg (1899), Marchia Köln (de) et Germania Würzburg (de)
En 1904, il obtient son doctorat sous la direction de Friedrich Meinecke sur le journaliste alsacien Johann Frischmann. Il édite ensuite le registre des volumes 57 à 96 pour la Historische Zeitschrift (HZ) publiée par Meinecke, qui couvre les vingt années précédant la publication du registre en 1906. De 1907 à 1912, Wentzcke occupe son premier poste d'archiviste à Strasbourg. Pendant la Première Guerre mondiale, il est soldat de 1914 à 1918 et combat, entre autres, sur le front occidental ; plus récemment, il est major de réserve.
Wentzcke s'intéresse principalement à la zone frontalière franco-allemande sur le Rhin et au mouvement d'unité allemande du XIXe siècle. L'ouvrage principal de Wentzcke est Der deutschen Einheit Schicksalsland, publié en 1921, dans lequel il traite de l'État impérial d'Alsace-Lorraine ; Il traite également de la politique française à l'égard de la Rhénanie dans Der Rheinkampf (1925).
En 1912, il se marie avec Erna von Fiedler, avec qui il a une fille. Lorsque Wentzcke s'installe à Düsseldorf en 1912, il y devient directeur des archives de la ville et en 1926 également du Musée historique. Dans ses publications de cette époque, il se concentre sur les problèmes contemporains de la Rhénanie et de la Ruhr, en particulier sous l'occupation alliée et lors de la « bataille de la Ruhr » . En outre, il étudie également la vie d'Heinrich von Gagern depuis 1910 et publie une partie de sa succession (Vol. 1 : Deutscher Liberalismus im Vormärz, 1959). Il traite du Vormärz, de la révolution de 1848 et du Parlement de Francfort dans plusieurs autres publications. Ses recherches sur le mouvement fraterniste sont particulièrement importantes dans ce contexte. En 1930, Wentzcke succède à Herman Haupt à la présidence de la Société de recherche historique des fraternités (de). En 1927, Wentzcke prend la présidence de la Société d'histoire de Düsseldorf (de) ; Sous sa présidence, qui dure jusqu'en 1935, la société est mise au pas sans aucune objection.
À partir de 1935, Wentzcke travaille comme professeur honoraire d'histoire à l'université Johann Wolfgang Goethe de Francfort-sur-le-Main, où il revient sur des sujets liés à Strasbourg et à l'Alsace. À Francfort, il fut également directeur de l'Institut des Alsaciens et Lorrains du Reich (de). En 1945, il devient pendant une courte période directeur par intérim des Archives de la ville de Francfort (de).
Entre 1918 et 1933, Wentzcke est membre du Parti populaire allemand, pour lequel il se présente au Reichstag en 1924 - mais sans succès. L'historien Christoph Cornelißen (de) atteste que l'œuvre de Wentzcke a une « ligne de base antisocialiste, antisyndicale et aussi anti-républicaine » indubitable.

La proposition de Paul Wentzcke pour un drapeau allemand : « Tricolore républicain » (1948)

Wentzcke considère le national-socialisme de manière positive ; il trouva les mots suivants à propos du drapeau à croix gammée dans l'emblème national et les couleurs du Reich : « Avec l'introduction du drapeau à croix gammée, il y avait un besoin urgent d'un emblème militaire vraiment grand et généralement reconnu qui combinerait la tradition honorable des temps passés pourrait se connecter à l'idée victorieuse d'un avenir spécifique à l'espèce, accomplissement final. À l'heure même où le développement de plusieurs siècles arrivait à une conclusion visible, les emblèmes et les couleurs nationaux nouvellement créés absorbaient une brillante tradition : le germanique ancien était le ton de base rouge de la bannière à croix gammée, l'ancienne coutume, dans ce champ rouge le but -symbole d'orientation du monde actuel - et vision de l'état. D'une manière différente de celle enseignée par l'histoire des temps anciens, mais encore une fois dans une lutte acharnée contre des ennemis internes et externes, une armée a brandi des dirigeants et des drapeaux ».
Bien que nationaliste allemand, il est démis de sa direction du musée de Düsseldorf en 1933 en raison de son manque de proximité avec l'idéologie national-socialiste - Wentzcke n'est pas membre du parti - et il est lui-même observé par le Service de sécurité du Reich ; Retraité en 1935 à l'âge de 56 ans, son poste de professeur honoraire à Francfort, qui lui est décerné depuis 1935, lui est retiré en 1944.
En 1948, Wentzcke se prononce en faveur d'un « drapeau tricolore républicain » comme drapeau de l'Allemagne, qui devrait être divisé verticalement comme le drapeau tricolore français.
Il écrit plusieurs articles dans la Neue Deutsche Biographie.
Paul Wentzcke est décédé en 1960 à l'âge de 81 ans à Francfort-sur-le-Main. Il est enterré au cimetière du Souvenir de l'Empereur Guillaume à Charlottenbpurg-Westend. La tombe est conservée,.

## Honneurs
- Au cours de la Première Guerre mondiale, il reçoit la Croix de fer de 1re et 2e classe.
- L'Académie des sciences de Berlin lui décerne la médaille d'argent Leibniz en 1929[15].
- En 1933, il reçoit une chaire honoraire de l'Université de Cologne .
- En 1959, il reçoit la médaille Lacomblet (de) de la ville de Düsseldorf.

## Publications
- Regesten der Bischöfe von Straßburg bis zum Jahre 1202. Wagner, Innsbruck 1908.
- Geschichte der Stadt Schlettstadt. Laupp, Tübingen 1910.
- Justus Gruner, der Begründer der preußischen Herrschaft im Bergischen Lande. Winter, Heidelberg 1913.
- Kritische Bibliographie der Flugschriften zur deutschen Verfassungsfrage 1848–1851. Niemeyer, Halle 1911.
- Der deutschen Einheit Schicksalsland. Elsass-Lothringen und das Reich im 19. und 20. Jahrhundert. Geschichtliche und politische Untersuchungen zur großen rheinischen Frage. Drei Masken, München 1921.
- Im neuen Reich 1871–1890. Politische Briefe aus dem Nachlaß liberaler Parteiführer. Ausw. und Bearb. Paul Wentzcke. Schroeder, Bonn 1926 (= Deutscher Liberalismus im Zeitalter Bismarcks, 2).
- Geschichte des Ruhrkampfes als Aufgabe und Erlebnis. Vortrag vom 9. Dezember 1928 in Frankfurt am Main und 18. Februar 1929 in Essen, Düsseldorf o. J.
- Den Helden des Ruhrkampfes. Schriften des Historischen Museums und des Archivs der Stadt Düsseldorf, Düsseldorf 1931.
- Ruhrkampf. Einbruch und Abwehr im rheinisch-westfälischen Industriegebiet. Berlin 1932.
- Die deutschen Farben. Ihre Entwicklung und Deutung sowie ihre Stellung in der deutschen Geschichte. Winter, Heidelberg 1955.
- 1848. Die unvollendete deutsche Revolution. Bruckmann Verlag (de), Munich 1958.
- Ideale und Irrtümer des ersten deutschen Parlaments 1848–1849. Winter, Heidelberg 1959.
- als Herausgeber mit Wolfgang Klötzer: Heinrich von Gagern. Deutscher Liberalismus im Vormärz. Briefe und Reden 1815–1848. Musterschmidt, Göttingen, Berlin, Francfort 1959.
- Erlanger Burschenschafter in den entscheidenden Monaten der Paulskirche (September 1848 bis Mai 1849). Beiträge zur Parteigeschichte des ersten deutschen Parlaments, bearbeitet und herausgegeben von Harald Lönnecker (= GfbG: Jahresgabe der Gesellschaft für Burschenschaftliche Geschichtsforschung), GfbG, Lupburg-Degerndorf 2006,  (ISBN 978-3-9807164-4-4).